# Stevan Sremac
Stevan Sremac (Senta, 11 novembre 1855 – Soko Banja, 13 agosto 1906) è stato uno scrittore serbo.

## Opere
- Božićna pečenica (1893)
- Ivkova slava  (1895)
- Limunacija na selu (1896)
- Pop Ćira i pop Spira (1898)
- Iz knjiga starostavnih (1903—1909).
- Vukadin (1903)
- Čiča Jordan (1903)
- Zona Zamfirova (1906)